# Partido do Império Alemão
O Deutsche Reichspartei (DRP), também conhecido como Partido do Império Alemão ou Partido Imperial Alemão, foi um partido político nacionalista, de extrema-direita e, mais tarde, neonazi na Alemanha Ocidental. Foi fundado em 1950 a partir do Partido da Direita Alemã (em alemão:  Deutsche Rechtspartei), que tinha sido criado na Baixa Saxónia em 1946 e tinha cinco membros no primeiro Bundestag, e do qual tomou o nome. O seu maior sucesso e o seu único grande avanço ocorreu nas eleições regionais da Renânia-Palatinado, em 1959, quando enviou deputados para a assembleia.
Antes da sua viragem em 1952 para o neonazismo explícito, o PRD defendia o nacionalismo alemão, o pan-germanismo e o apoio a um novo Reich e o nacionalismo pan-europeu. Partido anti-comunista, antissemita e antissocialista, a sua crítica ao capitalismo reflectia-se em termos anti-semitas económicos e não no socialismo, para além do antissemitismo racial. Quando o Partido Socialista do Reich (SRP), de orientação abertamente neonazi, foi declarado inconstitucional e dissolvido pelo Tribunal Constitucional Federal da Alemanha, muitos dos seus membros aderiram ao DRP. Com a falta de sucesso, o partido foi simbolicamente liquidado e seguido pela criação do Partido Nacional Democrático da Alemanha (NPD).

## Formação
O DRP foi criado em 1950, quando a maioria dos membros do Deutsche Rechtspartei (Partido do Reich Alemão) do Bundestag decidiu estabelecer uma rede partidária mais formal sob o nome de DRP. O novo partido absorveu os Democratas Nacionais, um grupo dissidente de Hesse. O partido tomou o seu nome de um grupo anterior com o mesmo nome que tinha existido durante o período do Império Alemão. Os três primeiros vice-presidentes, Wilhelm Meinberg, Otto Hess e Heinrich Kunstmann, tinham sido todos membros do Partido Nazi.  A partir de 1951, o grupo publicou o seu próprio jornal, intitulado Reichsruf (Chamada do Reich).

## Desenvolvimento
O partido avançou para um neonazismo explícito em 1952, quando o Partido Socialista do Reich foi declarado inconstitucional e dissolvido pelo Tribunal Constitucional Federal da Alemanha. Grande parte dos seus membros aderiu então ao DRP. A adesão de Hans-Ulrich Rudel em 1953 foi vista como marcando o partido como a nova força do neonazismo e ele tinha laços estreitos com Savitri Devi e misticismo nazi. 
A estabilidade sob a égide do chanceler Konrad Adenauer da União Democrata-Cristã da Alemanha e o crescimento registado durante a Wirtschaftswunder significaram que o PRD teve dificuldades em obter apoio, com uma média de apenas 1% dos votos nacionais nas eleições federais de 1953, 1957 e 1961. O único grande avanço do partido ocorreu em 1959, nas eleições regionais da Renânia-Palatinado, onde obteve 5,1% dos votos e, assim, pôde enviar deputados para a assembleia.
Em 1962, o partido participou numa conferência internacional de grupos de extrema-direita organizada em Veneza por Oswald Mosley e inscreveu-se como membro do seu Partido Nacional da Europa. Esta iniciativa não vingou como Mosley esperava, pois poucos dos partidos membros, incluindo o PRD, estavam interessados em mudar o seu nome para Partido Nacional da Europa, como ele esperava que fizessem. Num dos últimos actos do partido, em 1964, foi patrocinada uma digressão à Alemanha pelo controverso historiador americano David Hoggan.

## Dissolução
A falta de sucesso nacional levou os líderes do PRD a procurar alargar a sua influência e a estabelecer contactos com os líderes de outros partidos de direita, como o Partido Alemão (1947) e o seu sucessor (na sequência da fusão desta organização com o Bloco Alemão/Liga dos Expulsos e Privados de Direitos), o Gesamtdeutsche Partei, procurando estabelecer laços estreitos. Depressa se decidiu que era desejável uma união mais formal com outros grupos de direita. Realizaram a última conferência do partido em Bona em 1964, na qual votaram a formação de uma nova união de "forças democráticas nacionais". O partido foi simbolicamente liquidado, sendo o Nationaldemokratische Partei Deutschlands (Partido Nacional Democrático da Alemanha, NPD) estabelecido imediatamente a seguir.